# Klaus Voigt (Historiker)

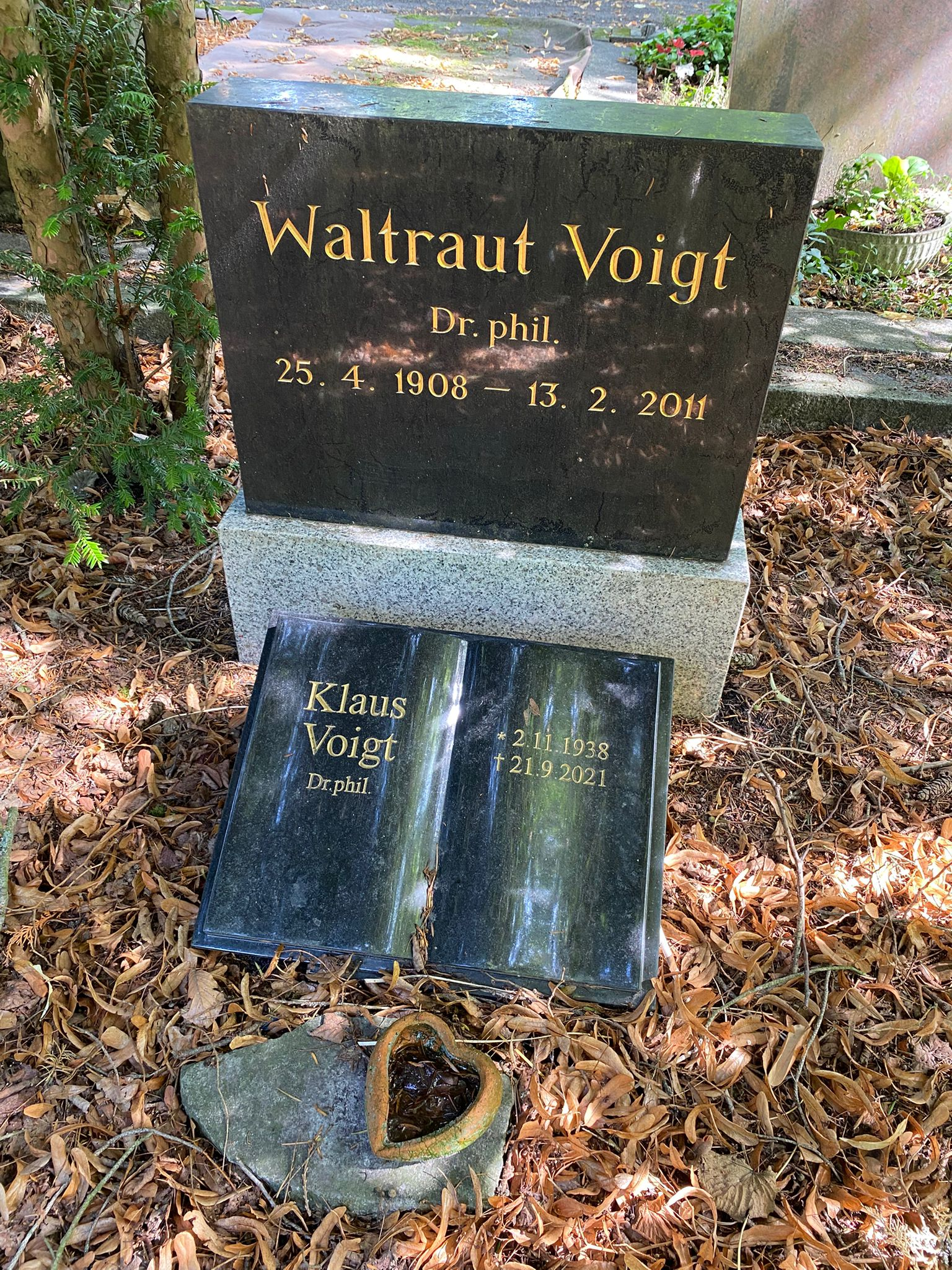
Grabstätte

Klaus Voigt (* 2. November 1938 in Berlin; †  21. September 2021 ebenda) war ein deutscher Historiker und Philosoph.
Er studierte nach seinem Abitur ab 1957 an der Freien Universität Berlin Geschichte und Philosophie und promovierte 1965 mit Der Kollektor Marinus De Fregano und seine „Descriptio Provingiar um ala Manorum“ zum italienischen Humanismus. Als Privatgelehrter machte er sich mit Publikationen und Ausstellungen hauptsächlich zum jüdischen Exil in Italien in der Zeit des Faschismus und Nationalsozialismus einen Namen. Sein Werk Zuflucht auf Widerruf – Exil in Italien 1933–1945 gilt als Standardwerk der Exilforschung.
Klaus Voigt ruht auf dem Friedhof In den Kisseln.

## Schriften
Monographien
- Friedenssicherung und europäische Einigung. Ideen des deutschen Exils 1939–1945. Fischer-Taschenbuch-Verlag, Frankfurt am Main 1988, ISBN 978-3-596-24394-5.
- Zuflucht auf Widerruf – Exil in Italien 1933–1945. Klett-Cotta, Stuttgart 1993, 2 Bände, ISBN 3-608-91160-X.
- Jǒskos Kinder – Flucht und Alija durch Europa, 1940–1943. Josef Indigs Bericht. Das Arsenal 2006, ISBN 978-3-931109-36-3.
- Villa Emma – Jüdische Kinder auf der Flucht 1940–1945. Metropol, Berlin 2016, ISBN 978-3-86331-292-3

Herausgeberschaften
- Sonjas Tagebuch – Flucht und Alija in den Aufzeichnungen von Sonja Borus aus Berlin, 1941–1946. Metropol, Berlin 2014, ISBN 978-3-86331-204-6.
- Ludwig Greve. Un amico a Lucca - Ricordi d'infanzia e d'esilio Carocci editore. Studi Storici Carocci, Rom 2006, ISBN 9788843038244.
- mit Ivo Herzer und James Burgwyn: The Italian Refuge. Rescue of Jews During the Holocaust. Catholic University Press of America 1989, ISBN 978-0-8132-0712-4.